# Bisbat de Córdoba
|  | Aquest article tracta sobre el bisbat establert a Mèxic. Si cerqueu el bisbat establert a Espanya, vegeu «Bisbat de Còrdova». |

El Bisbat de Córdoba -Diócesis de Córdoba (castellà), Dioecesis Cordubensis in Mexico (llatí)- és una seu de l'Església Catòlica a Mèxic, sufragània de l'arquebisbat de Jalapa, i que pertany a la regió eclesiàstica Golfo. Al 2013 tenia 698.179 batejats sobre una població de 755.000 habitants. Des de l'any 200 està regida pel bisbe Eduardo Porfirio Patiño Leal.

## Territori
La diòcesi comprèn els següents municipis de l'estat mexicà de Veracruz: Alpatláhuac, Amatlán de los Reyes, Atoyac, Cacahualco, Camarón de Tejada, Coetzala, Comapa, Córdoba, Coscomatepec, Cuhichapa, Cuitláhuac, Chocanán, Fortín, Huatusco, Ixhuatlán del Café, Naranjal, Omealca, Paso del Macho, Sochiapa, Tepatlaxco, Tezonapa, Tomatlán, Totutla, Yanga i Zentla.
La seu episcopal és la ciutat de Córdoba, on es troba la catedral de Immaculada Concepció de Maria Verge.
El territori s'estén sobre 19.000 km², i està dividit en 62 parròquies.

## Història
La diòcesi va ser erigida el 15 d'abril de 2000 mitjançant la butlla Ministerium Nostrum del Papa Joan Pau II, prenent el territori de l'arquebisbat de Xalapa.

## Episcopologi
- Eduardo Porfirio Patiño Leal, des del 15 d'abril de 2000

## Demografia
A finals del 2013, la diòcesi tenia 698.179 batejats sobre una població de 755.000 persones, equivalent al 92,5% del total.
| any  | població | població | població | sacerdots | sacerdots       | sacerdots       | sacerdots             | diaques | religiosos | religiosos | parròquies |
| ---- | -------- | -------- | -------- | --------- | --------------- | --------------- | --------------------- | ------- | ---------- | ---------- | ---------- |
| any  | batejats | total    | %        | total     | clergat secular | clergat regular | batejats per sacerdot | diaques | homes      | dones      |            |
| 2000 | 577.669  | 627.890  | 92,0     | 54        | 50              | 4               | 10.697                |         | 4          | 160        | 35         |
| 2001 | 605.555  | 685.960  | 88,3     | 66        | 66              |                 | 9.175                 |         |            | 146        | 40         |
| 2002 | 605.555  | 638.165  | 94,9     | 68        | 68              |                 | 8.905                 |         |            | 98         | 40         |
| 2003 | 605.555  | 638.165  | 94,9     | 63        | 62              | 1               | 9.611                 |         | 1          | 98         | 39         |
| 2004 | 605.555  | 638.165  | 94,9     | 72        | 71              | 1               | 8.410                 |         | 1          | 145        | 42         |
| 2006 | 650.938  | 707.542  | 92,0     | 73        | 70              | 3               | 8.916                 |         | 3          | 164        | 39         |
| 2013 | 698.179  | 755.000  | 92,5     | 83        | 82              | 1               | 8.411                 |         | 8          | 161        | 44         |